# Cauchyeve funkcijske jednadžbe
Cauchyjeve funkcijske jednadžbe smatraju se najvažnijim funkcijskim jednadžbama. Nazvane su prema francuskom matematičaru Augustinu Louisu Cauchyu.
Postoje četiri tipa Cauchyjevih funkcijskih jednadžbi: aditivna, multiplikativna, eksponencijalna 
i logaritamska.
Najprepoznatljivija od njih je aditivna, {\displaystyle f(x+y)=f(x)+f(y)} gdje je {\displaystyle f:\mathbb {Q} \rightarrow \mathbb {R} }.

## Rješenje aditivne Cauchyeve funkcijske jednadžbe
Treba naći sve funkcije {\displaystyle f:\mathbb {Q} \rightarrow \mathbb {R} } za koje je {\displaystyle f(x+y)=f(x)+f(y)} za sve {\displaystyle x,y\in \mathbb {Q} }.
Rješenje.
Uvrštavanjem {\displaystyle y=0} dobivamo {\displaystyle f(x)=f(x)+f(0)} pa je {\displaystyle f(0)=0}.
Uvrštavanjem {\displaystyle y=-x} dobivamo  {\displaystyle f(0)=0=f(x)+f(-x)} što znači da je 
{\displaystyle f(-x)=-f(x)}. Dakle, sve funkcije koje zadovoljavaju gornju jednadžbu su neparne funkcije.
Neka je sada {\displaystyle f(1)=c}. Vrijedi {\displaystyle f(nx)=f(x+x+...+x)\ {\text{(n puta)}}.} Iz ovoga je {\displaystyle f(nx)=f(x)+f(x)+...+f(x)\ {\text{(n puta)}}.}
Sada zaključujemo da vrijedi {\displaystyle f(nx)=nf(x)} za sve {\displaystyle n\in \mathbb {N} }. Dakle, vrijedi i {\displaystyle f({\frac {n}{m}}x)={\frac {f(nx)}{m}}={\frac {n}{m}}f(x)} za sve {\displaystyle n,m\in \mathbb {Q} ^{+}}.
No, to znači da je  {\displaystyle f(q)=qf(1)=qc} za sve {\displaystyle q\in \mathbb {Q} }.
Provjerom se lako vidi da to zaista jest rješenje.

## Ostali tipovi Cauchyeve jednadžbe
Osim aditivne postoje i multiplikativna, eksponencijalna i logaritamska funkcijska jednadžba.
One glase ovako.
- multiplikativna: {\displaystyle f(xy)=f(x)f(y)},
- eksponencijalna: {\displaystyle f(x+y)=f(x)f(y)},
- logaritamska: {\displaystyle f(xy)=f(x)+f(y)}.